# RADARSAT Constellation
RADARSAT Constellation ou RCM (RADARSAT Constellation Mission) est une série de trois satellites de télédétection radar  identiques  de l'Agence spatiale  canadienne ayant pris la suite de RADARSAT-2 à la suite de son lancement  le 12 juin 2019.

## Objectifs
Les satellites RCM sont une version évoluée des satellites RADARSAT actuellement en orbite. Leur objectif principal est de continuer à fournir les données en bande C durant la prochaine décennie en améliorant la qualité et la fiabilité du système opérationnel actuel. Les satellites RCM sont conçus principalement pour trois types d'application :
- la surveillance maritime : glace, vent, marée noire, suivi des navires. La surveillance des glaces constitue aujourd'hui la principale application des satellites RADARSAT. Elle est utilisée pour faciliter la navigation des bateaux circulant sur les Grands Lacs, le long de la côte est du Canada et dans les mers arctiques.
- la gestion des catastrophes : prévision, envoi d'alertes, gestion
- la surveillance des  écosystèmes :  forêts, agriculture, zones humides et côtières.

De nombreuses autres besoins plus ciblées pourraient être couverts par ces satellites.

## Caractéristiques techniques
Le système RCM comporte  trois satellites mais il est conçu pour gérer jusqu'à six engins spatiaux par exemple pour ajouter de nouvelles fonctionnalités. La configuration à trois satellites permet des réobservations journalières du vaste territoire et des approches maritimes du Canada ainsi qu'un accès à 90 % de la surface terrestre tous les jours et à l'Arctique jusqu'à quatre fois par jour.
Cette fréquence alliée à la grande précision du système de contrôle de l'orbite permet des applications interférométriques  fournissant des cartes très détaillées tous les quatre jours.
Chaque satellite d'une masse de 1 602 kg dispose d'un radar à synthèse d'ouverture fonctionnant en bande C. Il circule sur une orbite héliosynchrone de 587x615 km avec une inclinaison de 97,7°.
Le satellite utilise une version améliorée de la plateforme MAC-200  (ou Smallsat Bus) de Bristol Aerospace une division de Magellan Aerospace Corporation. Le bus, qui pèse 760 kg et est de forme parallélépipédique, comporte un panneau solaire unique fixe déployé en orbite. Le satellite est stabilisé 3 axes. Pour déterminer son orientation il utilise 6 capteurs solaires de première approximation, 2 magnétomètres, 2 viseurs d'étoiles. Les changements d'orientation sont effectués grâce à 2 magnéto-coupleurs et 4 roues de réaction. Un récepteur GPS permet de connaitre la position du satellite avec une précision de 10 mètres et de la vitesse avec une précision de 0,15 m/s. Chaque satellite dispose d'une propulsion constituée par 6 petits moteurs-fusées brulant de l'hydrazine qui est maintenu pressurisé par de l'azote dans un réservoir contenant 37 litres de cet ergol. Le satellite est commandé par une liaison en bande-S à un débit de 4 kbit/s ; La télémesure en bande-S est descendue à un rythme de 4 Mbit/s. Les données radar sont transmises en bande X avec un débit de 2 x 150 Mbit/s.
La charge utilise des satellites RCM est un radar à synthèse d'ouverture  fonctionnant dans la fréquence 5,405 GHz avec une largeur de bande de 100 MHz. L'antenne du radar est déployée en orbite et a une superficie de 9,45 m2 (1,37 m × 6,88 m). La fauchée est de 500 km. Contrairement à RADARSAT-2 le satellite n'a pas besoin de modifier son orientation pour couvrir une zone plus large ce qui lui permet de réduire sa consommation d'ergols.
| Cactéristiques                 | RCM                                                                                                   | RADARSAT-2                                                                     |
| ------------------------------ | --- | ------------------------------------------------------------------------------ |
| Surveillance des glaces        | passage quotidien résolution de 50 m.                                                                 | passage tous les 2-3 jours résolution de 100 mètres                            |
| Surveillance des marées noires | passage quotidien résolution de 50 m.                                                                 | passage tous les 3/4 jours résolution de 50 mètres                             |
| Détection des navires          | passage quotidien de la zone intermédiaire du DND (Deparment of National Defense) résolution de 25 m. | passage tous les 3/4 jours de la zone intermédiaire du DND résolution de 50 m. |
| Carte à haute résolution       | passage quotidien résolution < 1,3 m. au niveau de l’azimut                                           | passage tous les 3/4 jours résolution de 1 m. au niveau de l’azimut            |
| Détection des changements      | actualisation tous les 4 jours résolution < 200 m.                                                    | actualisation tous les 24 jours résolution < 2 km.                             |

## Historique
En 2004 l'Agence spatiale canadienne a demandé à la société MDA de Richmond (Colombie Britannique) d'étudier la conception du successeur des satellites RADARSAT développés par cette entreprise. Le lancement de la réalisation dont le cout total est estimé à 1 Md $CAN est intervenu début 2013. Les satellites ont été mis en orbite par le lanceur Falcon 9 le 12 juin 2019.